# Charles Viancin
Charles Viancin (Semur, 7 décembre 1788 - Besançon, 26 janvier 1874) est un fonctionnaire, poète et chansonnier français.

## Biographie

### 1788 - ~1810: enfance et étude
Charles François Viancin est né à Semur le 7 décembre 1788. Son père, originaire de Mouthier, y est administrateur des douanes. Peu après la révolution, sa famille retourne en Franche-Comté,,,.
Jeune enfant, il a une éducation très catholique. Il suit les enseignements de catéchisme d'un vieux prêtre qui projette d'un faire un missionnaire. À l'âge de 10 ans, il prêche le sermon, rédigés par le prêtre, dans les églises de la paroisse.

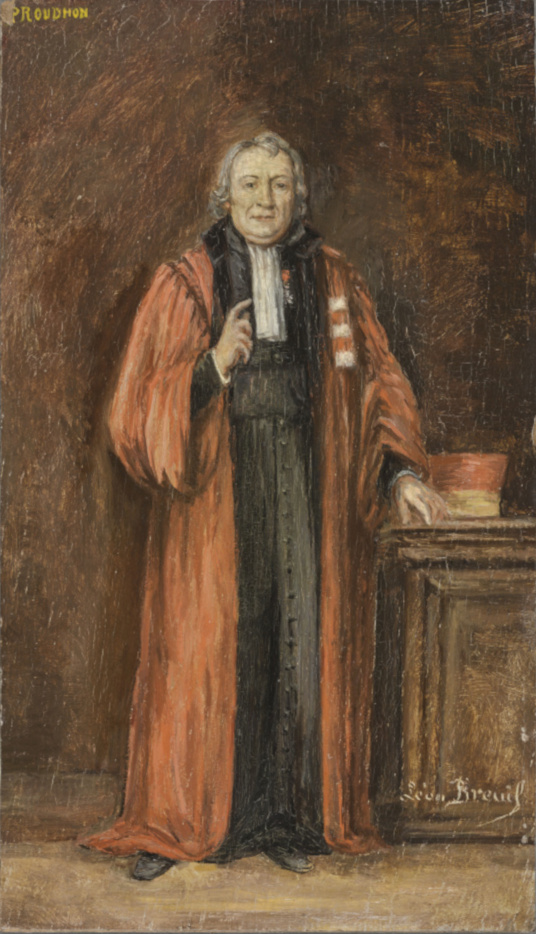
Victor Proudhon

Il étudie à l'école centrale de Besançon,,,, où il a Joseph Droz et Jean-Jacques Ordinaire comme professeurs,. Il étudie ensuite le droit à l'université de Dijon avec, notamment Victor Proudhon comme professeur.

### ~1810 - 1816: exercice du métier d'avocat et entrée au cabinet de Bergonnier
Il s'inscrit au barreau de Besançon,,, où il plaide plusieurs causes avec succès.En 1811, il publie son premier ouvrage : Éloge de Charlemagne, un essai couronné par l'Académie des sciences, belles-lettres et arts de Besançon et de Franche-Comté,.
Il quitte Besançon en 1814. Il devient alors secrétaire de Bergonnier, préfet du Jura, puis de Haute-Loire,,,. Durant cette période, il fait la rencontre de Claude Joseph Rouget de Lisle, auteur de La Marseillaise, alors retiré dans le village jurassien de Montaigu.

Frappé par l'occupation de la France, qui suit la chute de Napoléon Bonaparte, il est vraisemblablement l'auteur de la chanson Buveurs de la Germanie qui, publiée dans Les Annales morales politiques et littéraires, fait le tour de France, sans qu'elle ne lui soit attribuée.

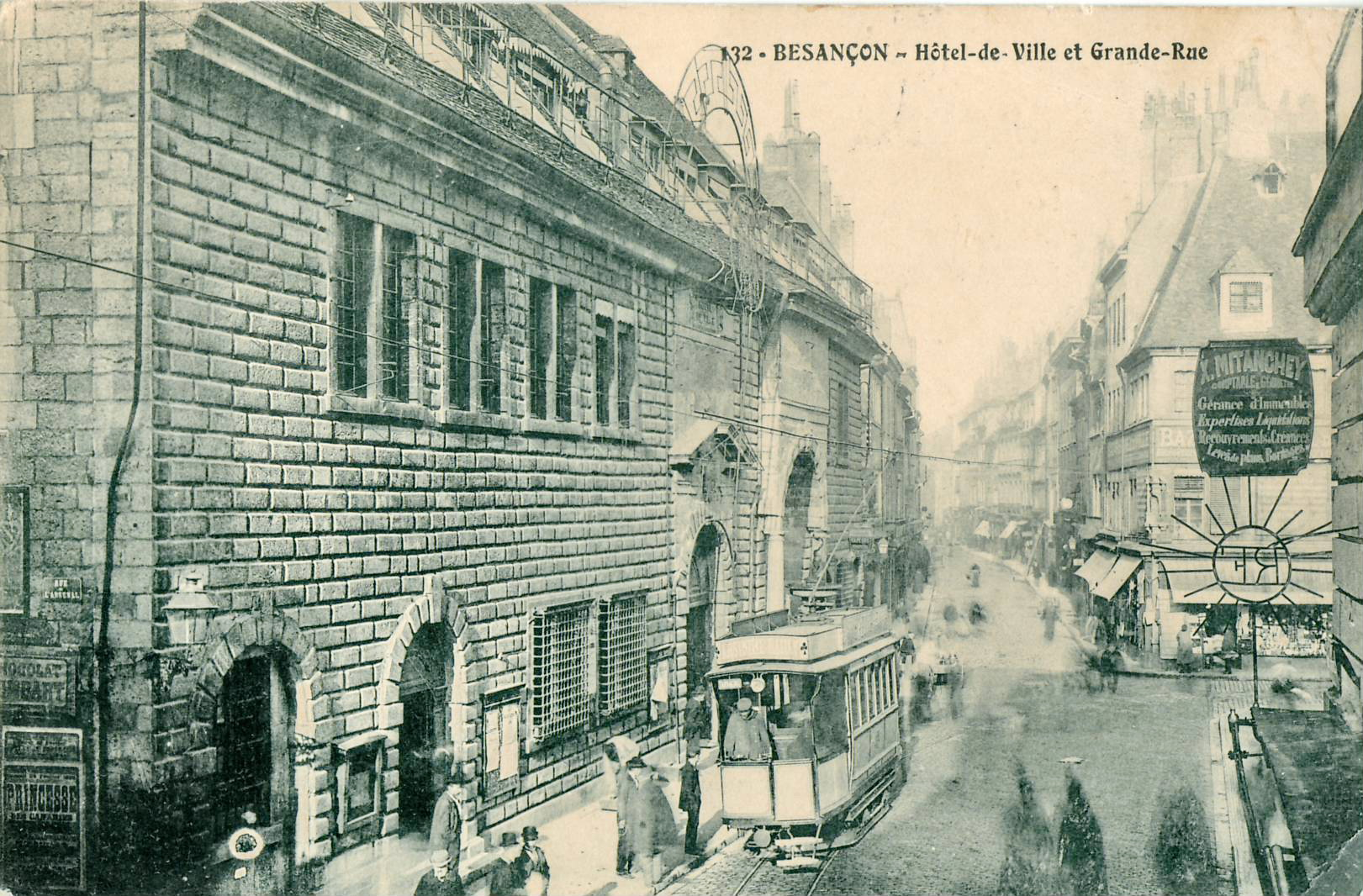
La mairie de Besançon, où Charles Viancin travail pendant une cinquantaine d'années et y écrit plusieurs de ses textes.

### 1816 - 1870: retour à Besançon
Il revient à Besançon en 1816, où il seconde son père au poste de secrétaire en chef de la mairie. Il lui succède après son décès,,,, qui survient l'année suivante et occupe le poste pendant une cinquantaine d'années,,. Depuis son bureau, il y écrit de nombreux textes et chansons. Chansons qu'il signe du pseudonyme " Le troubadour bisontin ".

Il intègre l'Académie des sciences, belles-lettres et arts de Besançon et de Franche-Comté, à partir de 1820 et jusqu'à son décès,,,. Il s'y lie d'amitié avec Charles Nodier et Charles Weiss. Il l'enrichit de 170 pièces de poésie diverses.

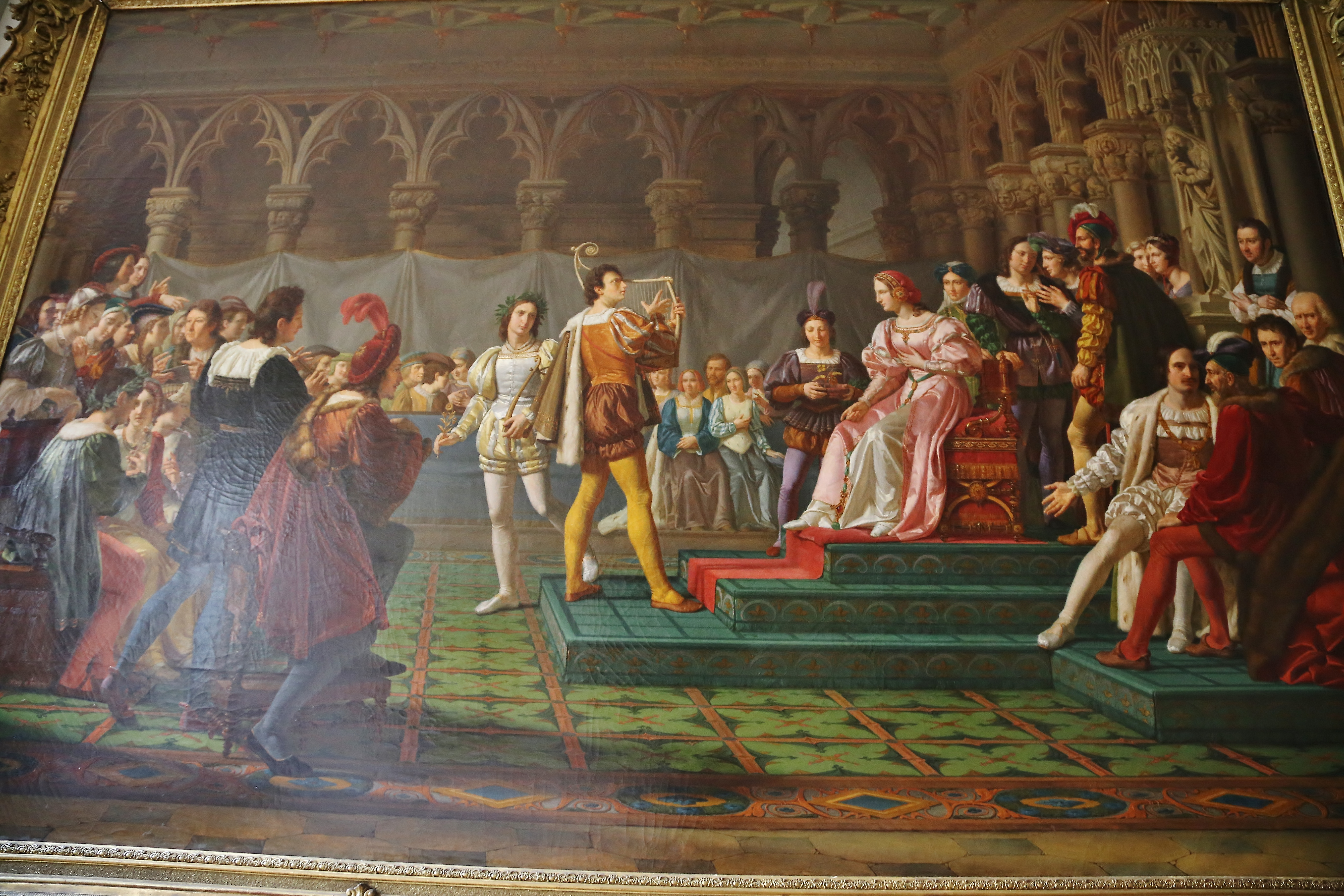
François Viancin concourra aux jeux floraux à plusieurs reprises et en devint maitre en 1852 .Clémence Isaure distribuant des récompenses aux troubadours accourus à sa voix, Félix Saurine, 1839

Dans les années 1820, il publie sa propre traduction de L'imitation de Jésus-Christ, de Thomas a Kempis,,.

Il concourt plusieurs fois L'Académie des jeux floraux,,,. Il y gagne les titre de l'amarante, le souci, la violette, et le lis. En 1852, il y est reçu comme Maitre.

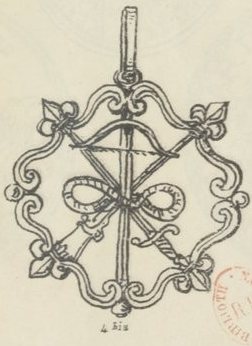
Armoiries des chevaliers de l'arquebuses.

Au tournant des années 1860, il est l'un des trois derniers membres - aux cotés, notamment, du Chevalier Gaugand - des francs-archers, aussi appelés : chevaliers de l'arquebuse. Toutefois le commandement de Charles d'Argy y adhèrera et en prendra la direction à l'automne 1860.
Charles Viancin meurt à Besançon le 26 janvier 1874, à l'âge de 85 ans,,. Depuis 1927, une rue porte son nom.

## Sélection de publications

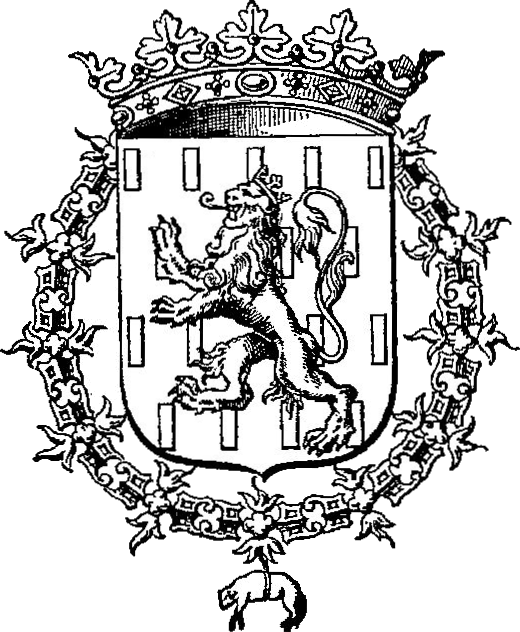
Charles Viancin à enrichie l'Académie des sciences, belles-lettres et arts de Besançon et de Franche-Comté de 170 pièces de poésies diverses.

### Ouvrages
- Éloge de Charlemagne, 1811

- Les époques du bisontin : Poésies diverses, Brunot-Labbe, 1817 (lire en ligne) Réédition, Nabu Press, 2011
- Les sapins, 1826
- Les deux génies, Chalandre fils, 1827
- Éloge de Florian, Besançon : Sainte-Agathe, 1832
- Carillons franc-comtois, 1840
- L’an 1840, 1841
- Les Gens mariés, 1843
- Épître à un journaliste, 1846
- Épître à Jasmin, 1848
- Le Miroir du Diable, 1854

### Chansons
- Devise bisontine, 1814
- Buveurs de la Germanie, 1815 (controversé)